# 翁峰 (阿爾高阿爾卑斯山脈)
47°18′33″N 10°5′37″E / 47.30917°N 10.09361°E

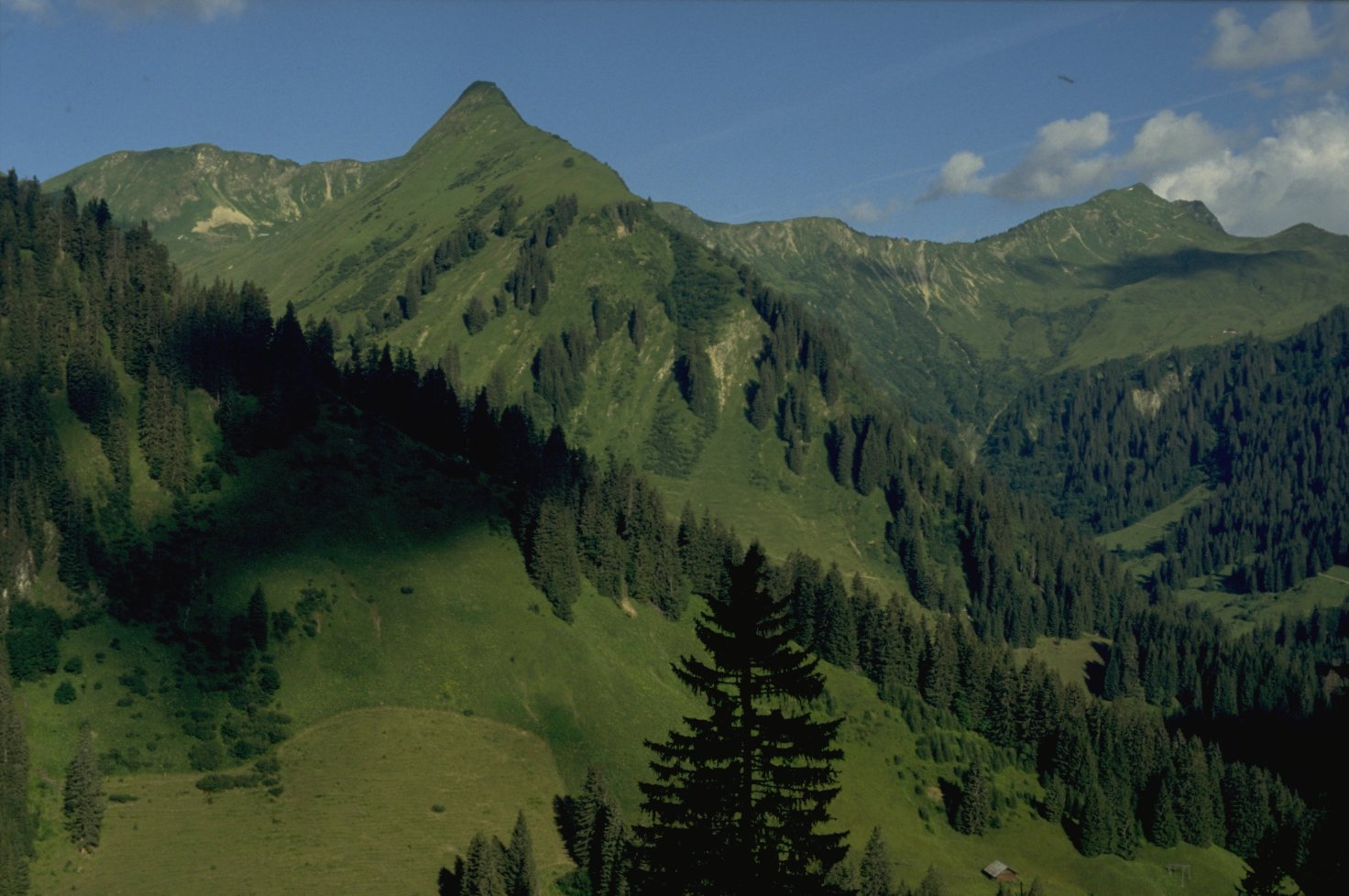

翁峰（德語：Unspitze），是奧地利的山峰，位於該國西部，由福拉爾貝格州負責管轄，屬於阿爾高阿爾卑斯山脈的一部分，距離霍赫施塔采爾山0.7公里，海拔高度1,926米。